# Clan Nakamura
Il clan Nakamura (中村氏?, Nakamura-shi) fu clan del Giappone medievale della provincia di Owari. Furono daimyō nel XVI° e XVII° secolo.

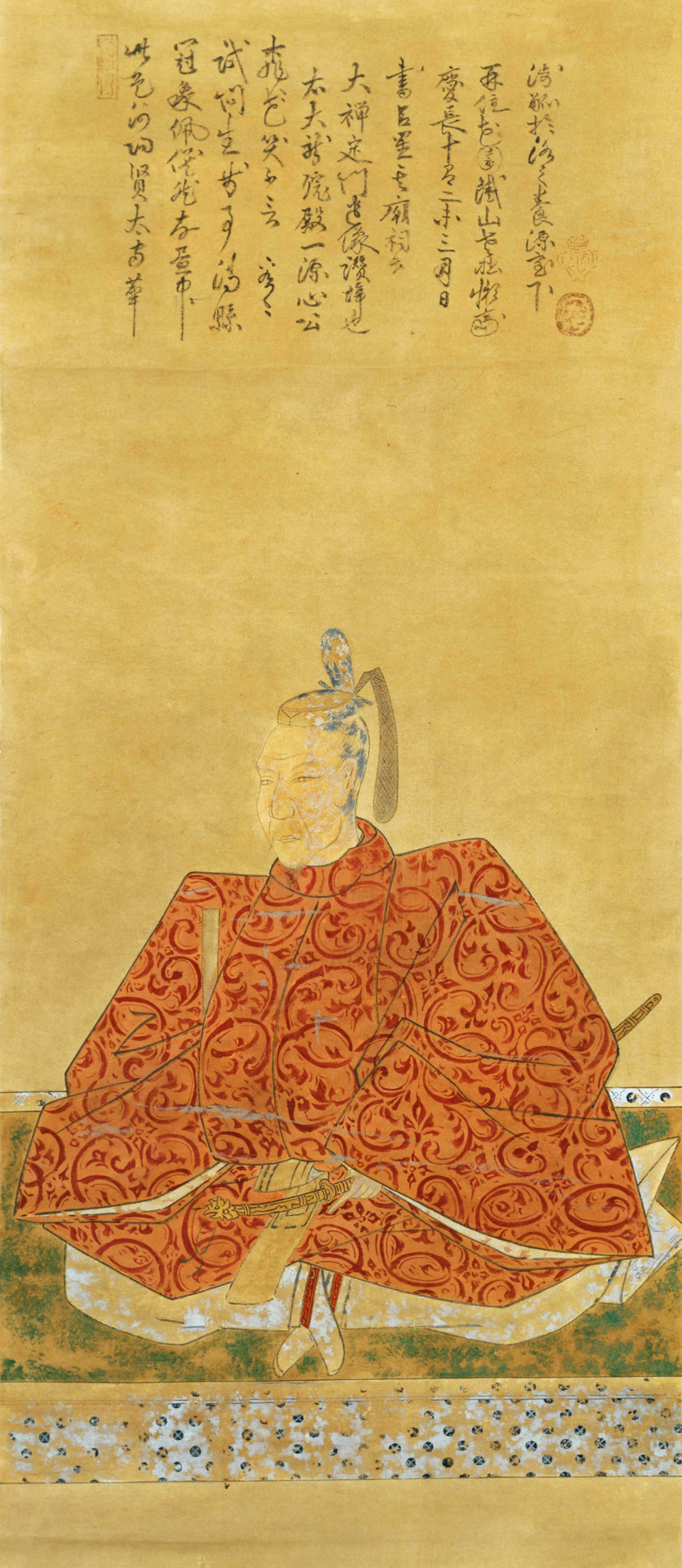
Nakamura Kazuuji

## Membri importanti del clan
- Nakamura Kazuuji (中村 一氏? morto 1600); importante servitore di Toyotomi Hideyoshi ebbe un ruolo di spicco nella battaglia di Yamazaki del 1582 e venne ricompensato in successione dei domini di Kishiwada (Izumi), Minakuchi (Omi, 1585) e Fuchū (Suruga, 140.000 koku, 1590). Venne nominato da Hideyoshi, assieme a Horio Yoshiharu e Ikoma Chikamasa, come uno dei tre chūrō (giudice). Morì poco prima di raggiungere Tokugawa Ieyasu nella campagna di Sekigahara.[1]
- Nakamura Kazutada (中村 一忠?; 1590 - 1609); figlio ed erede di Kazuuji, dopo Sekigahara fu trasferito nel feudo di Yonago (Hoki, 175.000 koku), ma morì a soli 19 anni senza un erede.[1]